# Geinsheim (Rijnland-Palts)
Geinsheim is een plaats in de Duitse gemeente Neustadt an der Weinstraße, deelstaat Rijnland-Palts, en telt 1970 inwoners.
Diedesfeld · Duttweiler · Geinsheim · Gimmeldingen · Haardt · Hambach · Königsbach · Lachen-Speyerdorf · Lobloch · Mußbach · Winzingen